# 稔樹灣
稔樹灣（英語：Nim Shue Wan），是香港新界大嶼山的一個海灣，位於大嶼山東部愉景灣南面，東面與坪洲大利島毗鄰。湾岸有稔樹灣村，以前是一個潮籍人士聚居的村落，保留着古色古香的渔港村落景观。
2016年7月，曾有内地垃圾因暴雨冲刷进入海湾，冲入沙滩，引起环境保护团体呼吁捡垃圾，清理海滩。